# 三民路 (沙鹿區)
三民路是一條位於臺中市沙鹿區的南北向道路，全長約有1.7公里。在2013年12月之前的道路全長為7.5公里，後因配合臺中市政府的整併公告而調整為現況，該道路的大部分路段在整併後已改為「中清路七、八、九段」，剩餘部份為臺中港特定區特四號道路。
由於三民路是沙鹿市區連接Module:Jct第187行Lua错误：bad argument #2 to 'format' (string expected, got table)沙鹿交流道的道路，亦可南連屬於台12線的臺灣大道、北通屬於台10線的中清路，因此該道路在沙鹿區相當重要。

## 車道配置
雙向六車道（設置中央綠化安全島）

## 本道路客運
| 編號 | 業者       | 路線                       | 行駛區間         |
| ---- | ---------- | -------------------------- | ---------------- |
| 128  | 台中客運   | 大雅－清水                 | 中清路－臺灣大道 |
| 162  | 中台灣客運 | 臺中航空站－沙鹿車站       | 中清路－臺灣大道 |
| 236  | 豐原客運   | 豐原－沙鹿                 | 中清路－中山路   |
| 238  | 豐原客運   | 豐原－臺中港郵局（經沙鹿） | 中清路－中山路   |
| 302  | 中台灣客運 | 臺中航空站－臺中公園       | 中清路－臺灣大道 |

## 沿線設施
（由北到南）
中清路七段（往沙鹿交流道）
臺灣大道七段